# Cupid by Proxy
Cupid by Proxy è un film muto del 1918 diretto da William Bertram.

## Trama
Vicini di casa, i Brown e gli Stewart sono ottimi amici finché Stewart non sfonda sul mercato producendo un tipo di mollette che fanno la sua fortuna. Nuovi ricchi, gli Stewart ambiscono a salire la scala sociale e la signora non vede più di buon occhio il rapporto tra sua figlia Jane e Ralph, il figlio di Brown. Non solo, spinge la ragazza a sposare un uomo ricco ma Jane non è per niente d'accordo e progetta di scappare da casa insieme al suo innamorato. Stewart, poi, accusa Ralph di aver manomesso i libri contabili della sua ditta ma la piccola Marie Stewart scopre che il colpevole è, invece, uno dei ricchi pretendenti di Jane. Riconoscendo il suo errore e pentendosi di aver accusato a torto Ralph, Stewart dà il suo consenso al matrimonio della figlia con il ragazzo che ama e si riavvicina alla famiglia dei suoi vecchi amici.

## Produzione
Il film fu prodotto dalla Diando Film Corporation.

## Distribuzione
Distribuito dalla Pathé Exchange, il film uscì nelle sale cinematografiche USA il 21 luglio 1918. La Pathé Frères lo distribuì il 27 giugno 1919 in Francia con il titolo Cupidon par procuration; ne venne fatta in seguito una riedizione per il mercato USA il 13 agosto 1922.